# Museo Epigráfico de Atenas
El Museo Epigráfico de Atenas, Grecia, es el tercer mayor museo de inscripciones antiguas del mundo. Su colección incluye en torno a 14 000 inscripciones, sobre todo en griego, desde comienzos de la época histórica al periodo romano tardío. Está ubicado en el ala sur del Museo Arqueológico Nacional de Atenas. Cuatro de sus alas están abiertas a los visitantes, mientras que el resto está reservado a los investigadores. Sus funciones incluyen la conservación, exposición e investigación de las inscripciones griegas así como la elaboración de impresiones electrónicas, documentación fotográfica y programas educativos.

## Historia del museo
Este museo se fundó en 1885 en el edificio actual, que fue remodelado en la década de 1950. Las primeras inscripciones fueron reunidas por Kyriakos Pitakis, a las que se unieron otras procedentes de las colecciones de la Sociedad Arqueológica de Atenas y otras halladas en la Acrópolis de Atenas. A lo largo del siglo XX el museo se ha ido enriqueciendo con piezas procedentes de las excavaciones arqueológicas de toda Grecia, aunque principalmente de la región del Ática.

## Exposición permanente
La exposición permanente del museo incluye inscripciones que principalmente proceden del Ática y están en griego, aunque hay algunas en latín y también hay algunas lápidas judías. Casi todas se fijaron sobre piedra y mármol, pero se exponen también algunas en cerámica o tablillas de barro. Su ámbito cronológico abarca desde el siglo VIII a. C. hasta la época paleocristiana, con algunas excepciones de periodos posteriores.
En una sala se exponen piezas que contienen ejemplos de las más antiguas inscripciones griegas, en bustrófedon, así como de las más antiguas que se han conservado procedentes de la Acrópolis de Atenas, como basas de estatuas y estelas funerarias. 
En otras salas hay una serie de inscripciones que representan diferentes funciones para las que fue utilizada la escritura como textos legales, inscripciones honoríficas, ofrendas religiosas, inscripciones relacionadas con el teatro, epitafios, inscripciones de tipo financiero o cartas. Una parte de ellas pertenecen a tumbas mientras que otras tienen un especial valor histórico o artístico.

## Galerías

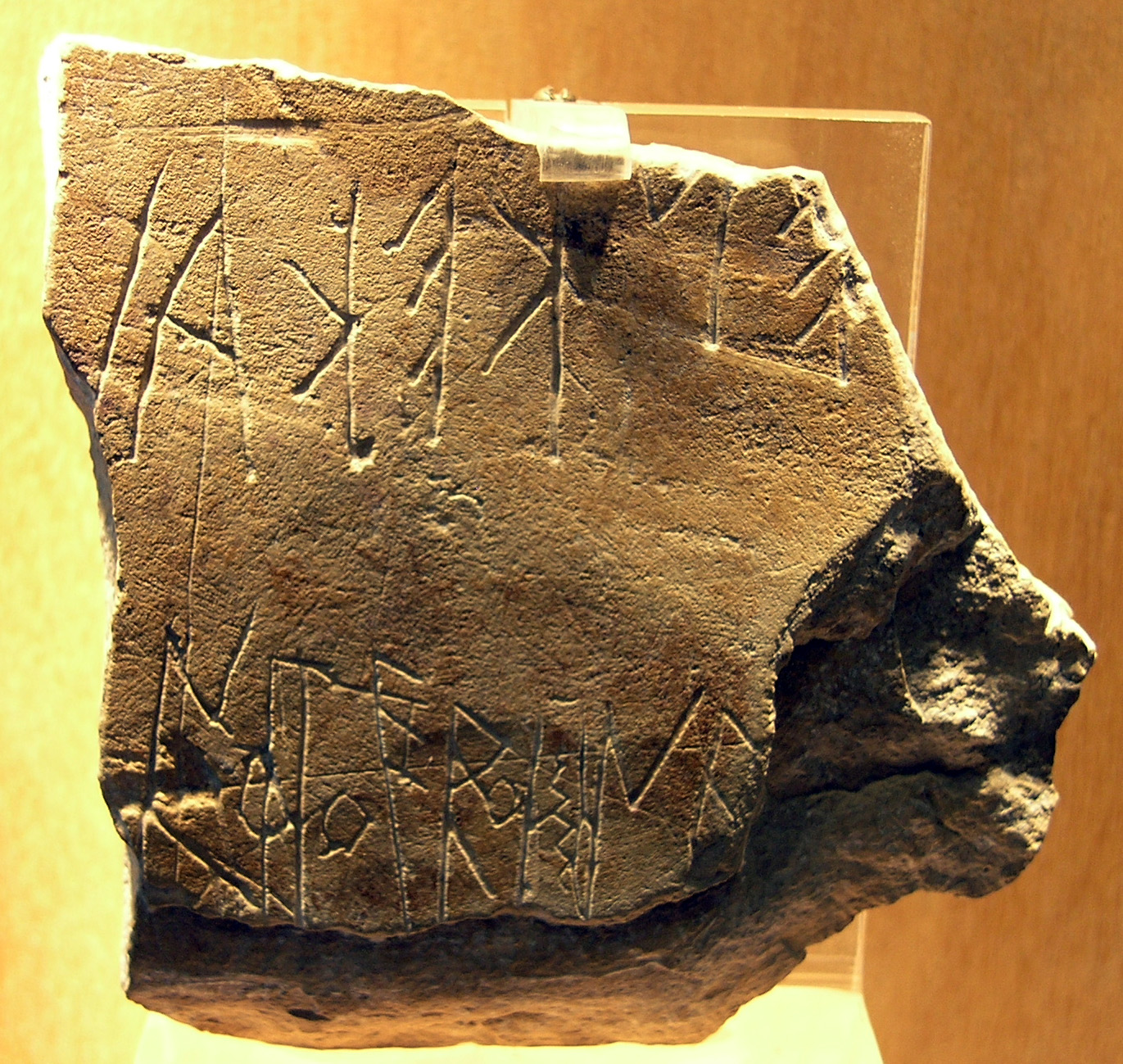
La más antigua inscripción griega encontrada en la acrópolis de Atenas (siglo VIII a. C.)
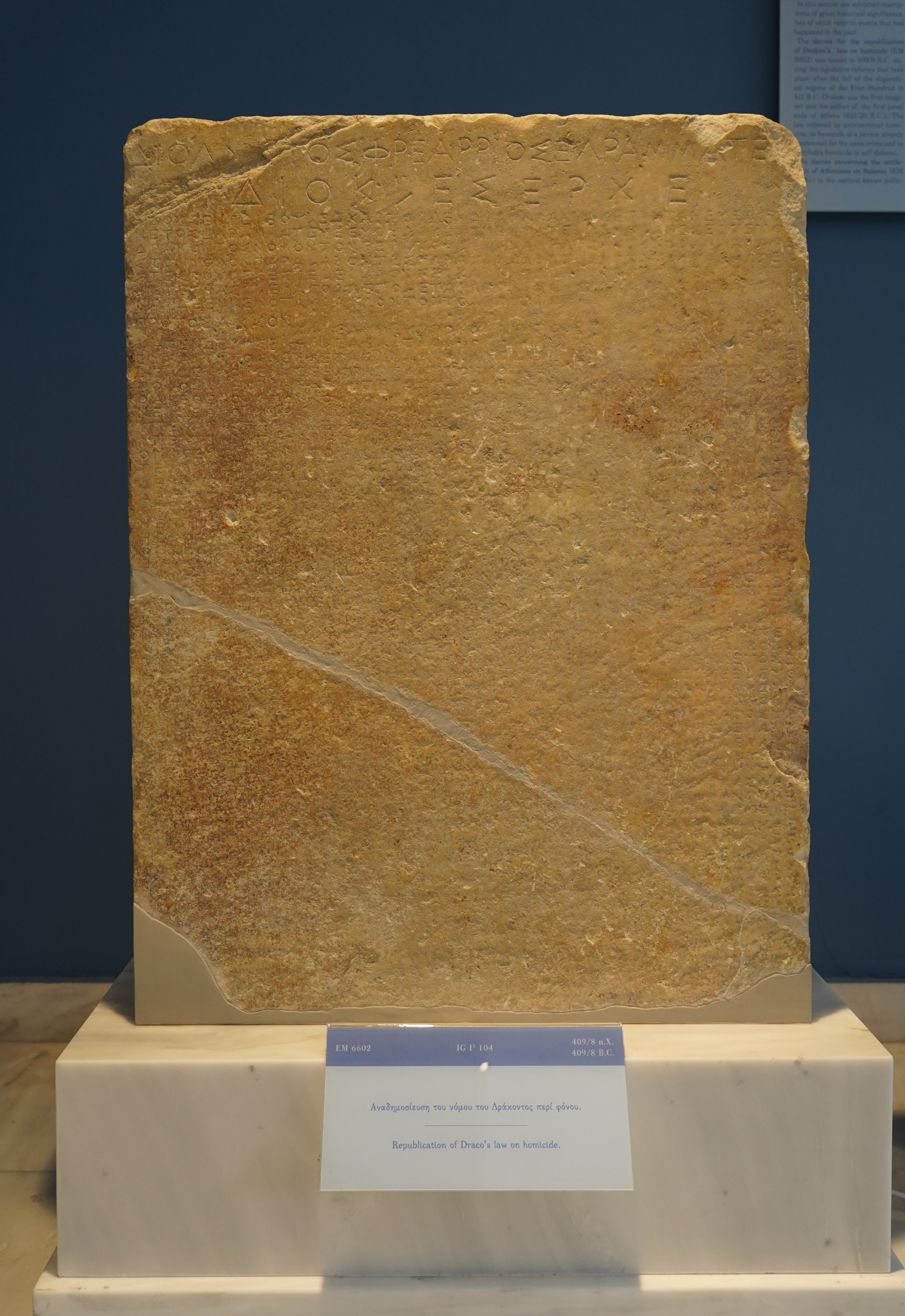
Nueva publicación de la ley de Dracón sobre distintos tipos de homicidio (409/08 a. C.)
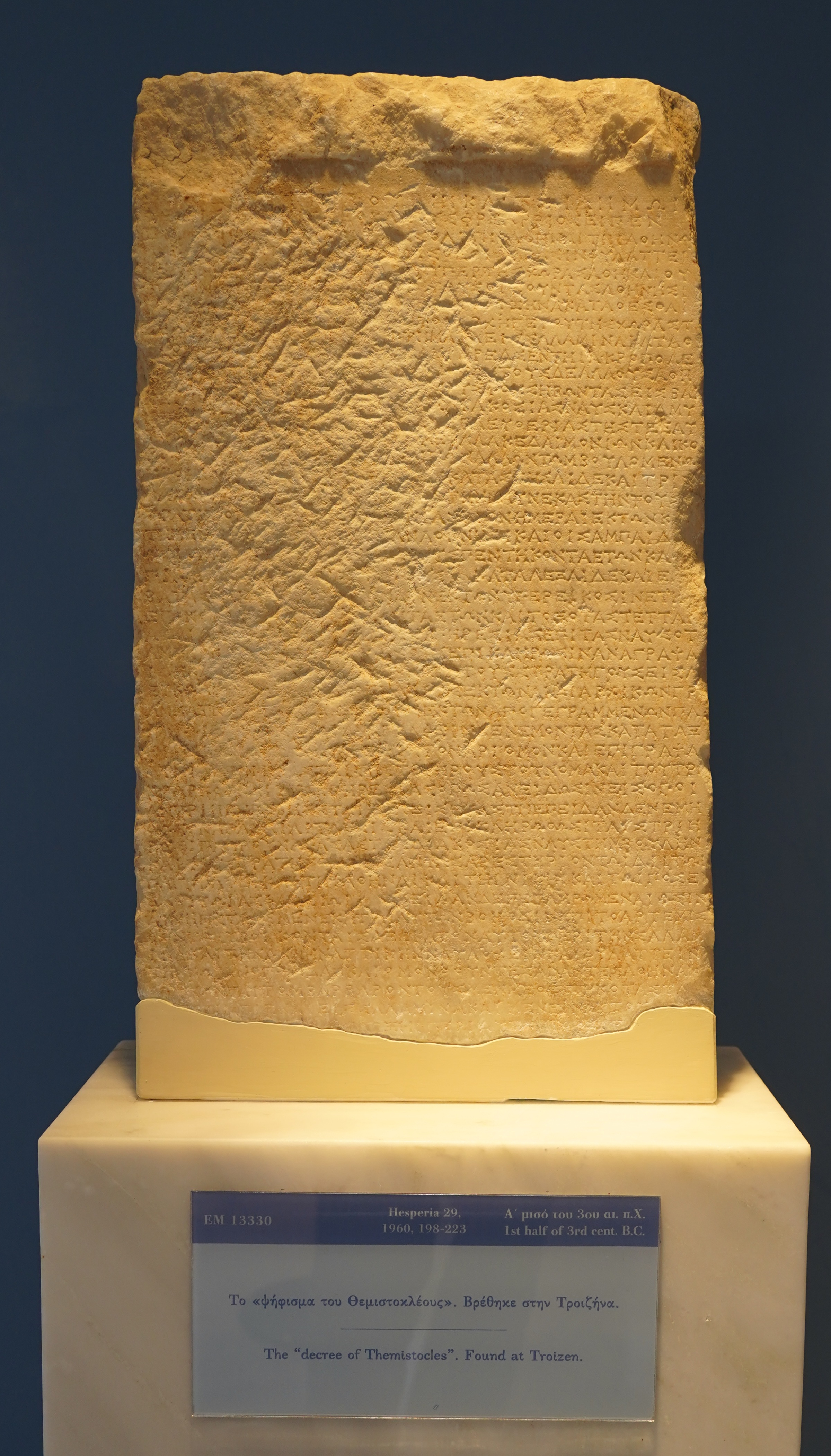
Decreto de Temístocles sobre medidas a tomar tras la invasión de los persas durante las guerras médicas.
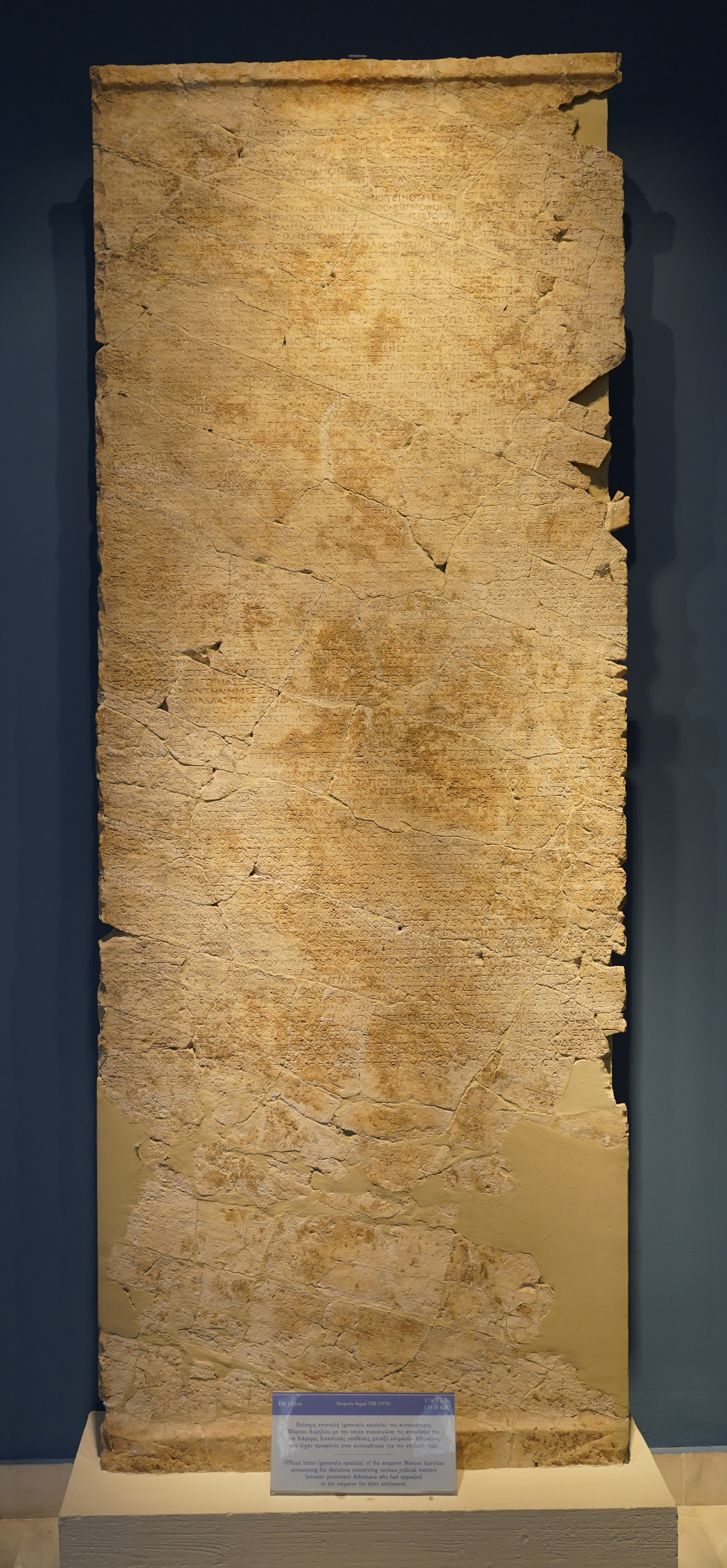
Carta del emperador romano Marco Aurelio a los atenienses sobre asuntos judiciales.

|  |
|  |

|  |
|  |

|  |
|  |

|  |
|  |

|  |
|  |